# Большой геррозавр
Большой геррозавр (лат. Gerrhosaurus major) — вид ящериц семейства Gerrhosauridae.
Общая длина достигает 55 см. Голова короткая, спереди закругленная. Туловище массивное, уплощенное, конечности короткие, сильные. Хвост толстый, составляет примерно 2/3 длины тела. Глаза большие, тёмные. Чешуя крупная, на спинной стороне прямоугольной формы, килеватая, расположена правильными поперечными рядами. На брюхе чешуя черепицеобразная. По бокам тянутся глубокие продольные складки кожи. Окраска жёлтая или светло-коричневая с чёрным крапом, образованным чёрными пятнами на каждой чешуйке. Количество чёрного увеличивается от головы до хвоста. По бокам шеи и на горле охряная или красная окраска.
Любит прибрежные леса, заросли кустарников, саванны, каменистые предгорья с богатой растительностью. Скрывается среди камней, упавших стволов и у корней деревьев. Питается насекомыми.
Яйцекладущая ящерица. Самка откладывает 2—3 яйца.
Эндемик Африки. Обитает южнее Сахары.